# Gröde, Schleswig-Holstein
Gröde (nordfrisiska: de Grööe, danska: Grøde) är en kommun (Gemeinde) på ön med samma namn som är en hallig i Kreis Nordfriesland i förbundslandet Schleswig-Holstein i Tyskland. Kommunen har 11 invånare och är Tysklands minsta kommun räknat på invånarantal.
Kommunen ingår i kommunalförbundet Amt Pellworm tillsammans med ytterligare 3 kommuner.

## Geografi

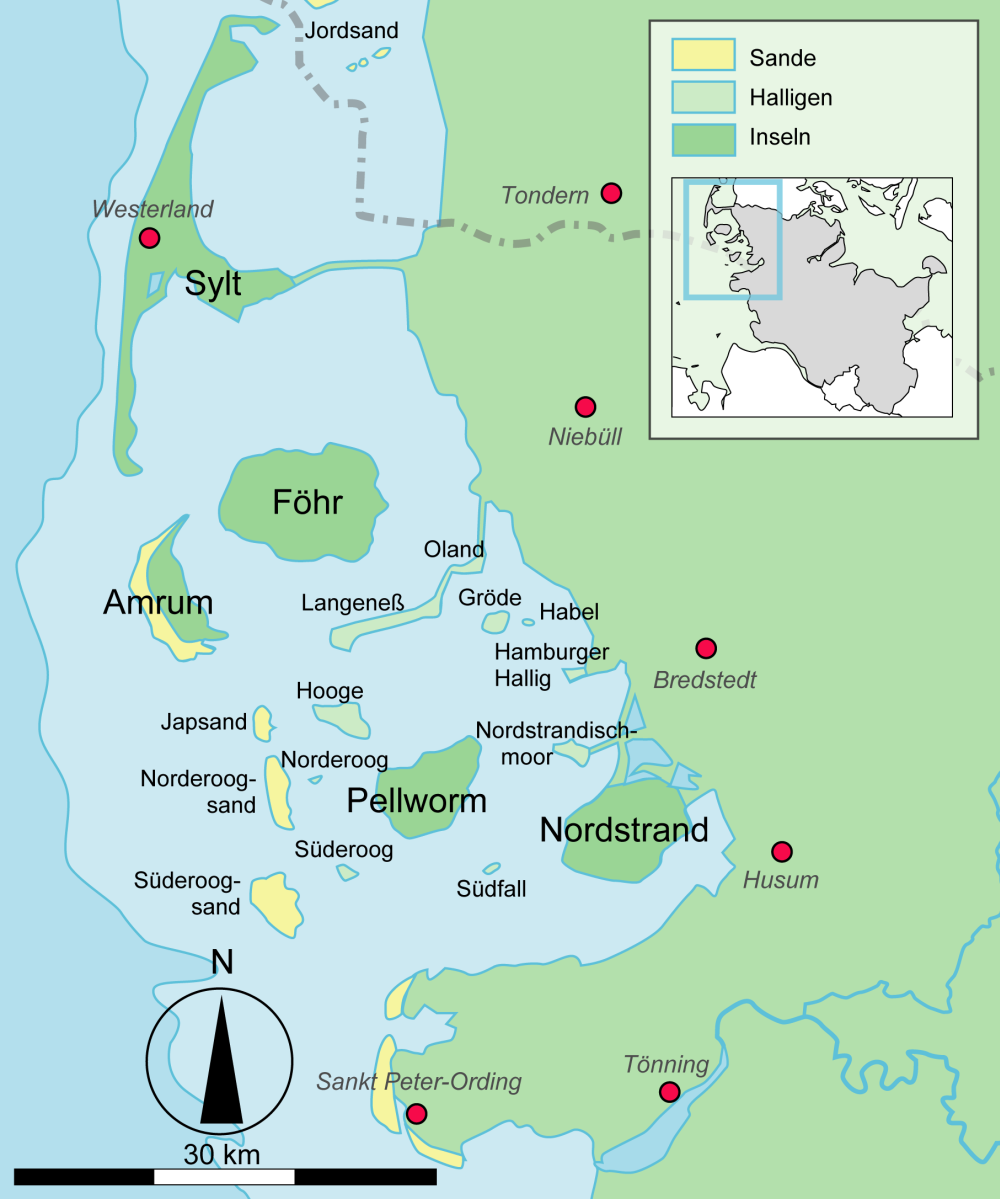
Läget vid Nordfrisiska öarna i Nordsjön.

Gröde utgörs av en hallig, den är belägen endast en meter över havsytan. Likt andra halligar som saknar den skydd mot högvatten. Bebyggelsen ligger därför på konstgjorda kullar, så kallade terp, som skydd mot tidvattnet. Gröde har två terp. Halligarna har uppstått i samband med stormfloder. Innan skyddsvallarna byggdes längs Nordsjökusten uppstod flera halligar i samband med översvämningar.

## Bilder

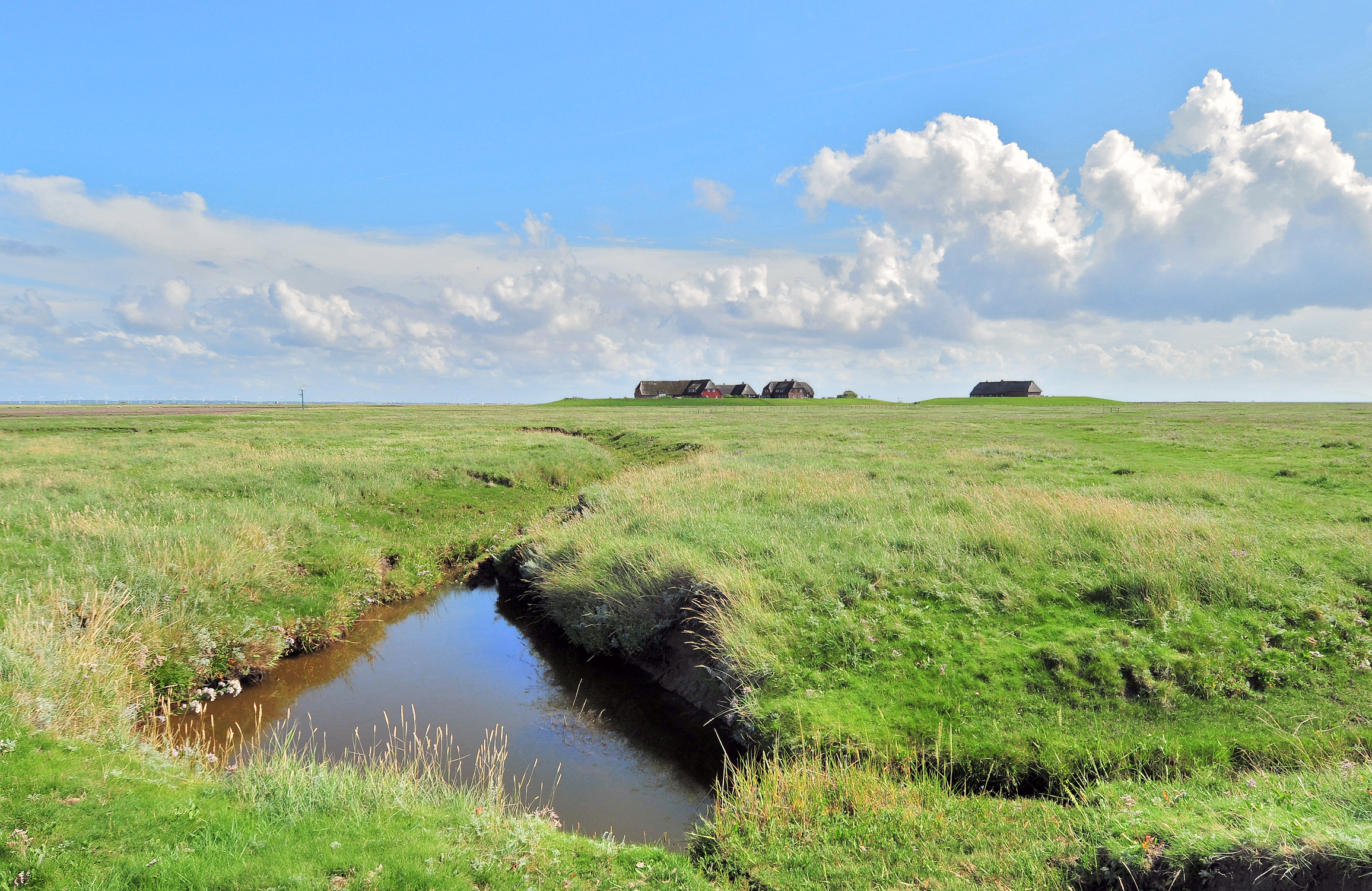
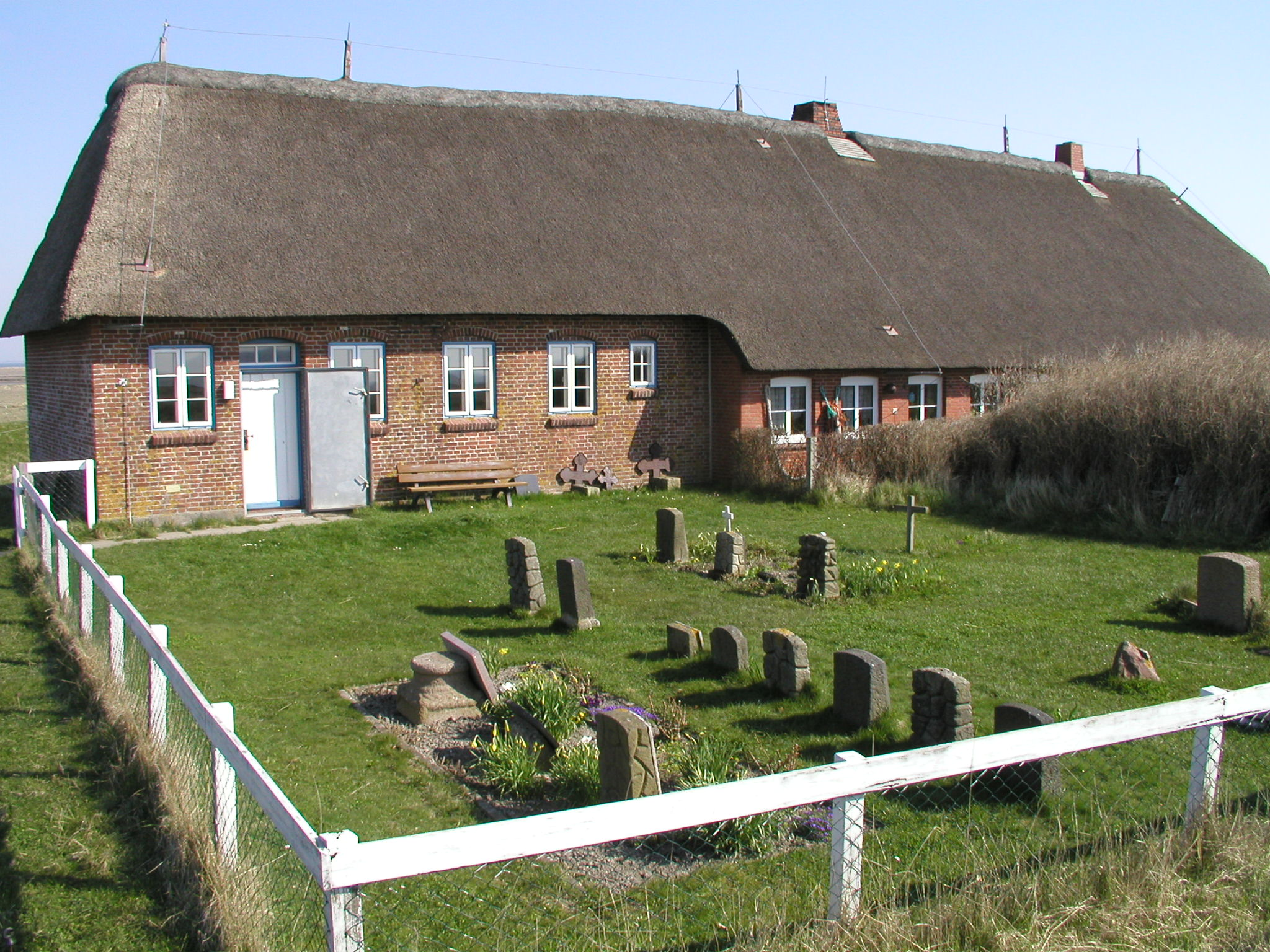
S:t Margaretas kyrka, fungerar även som skola på ön.
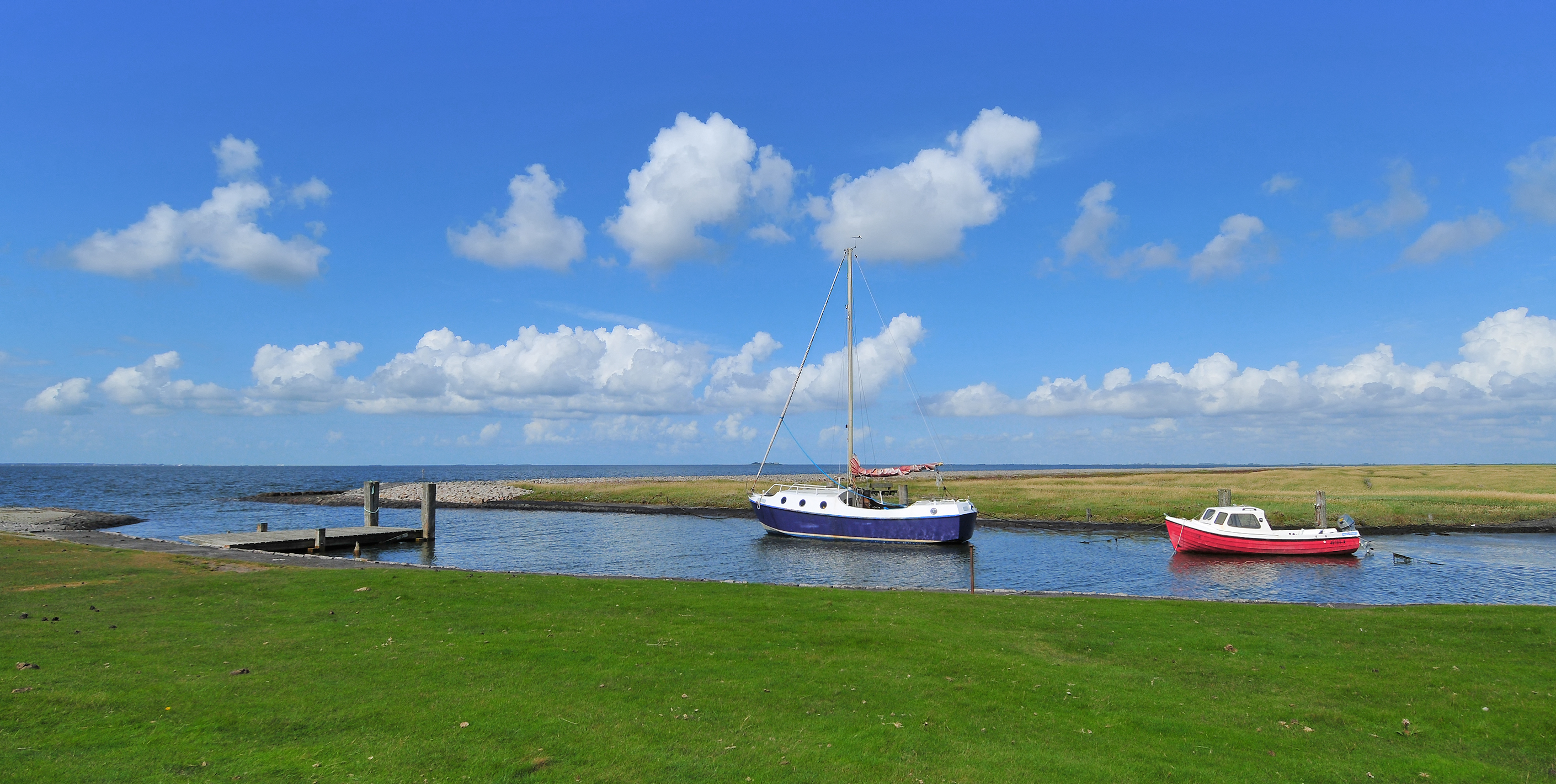
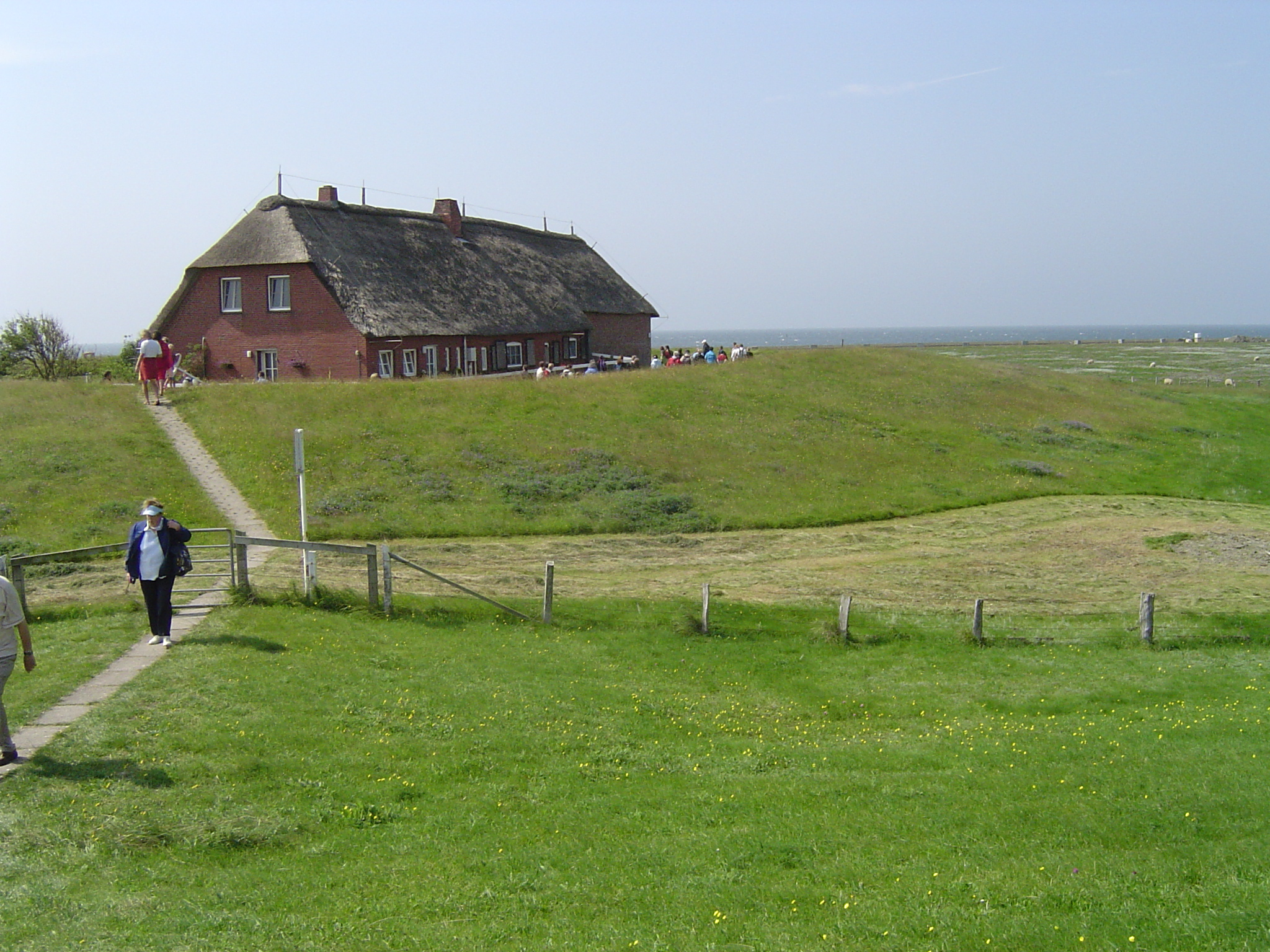
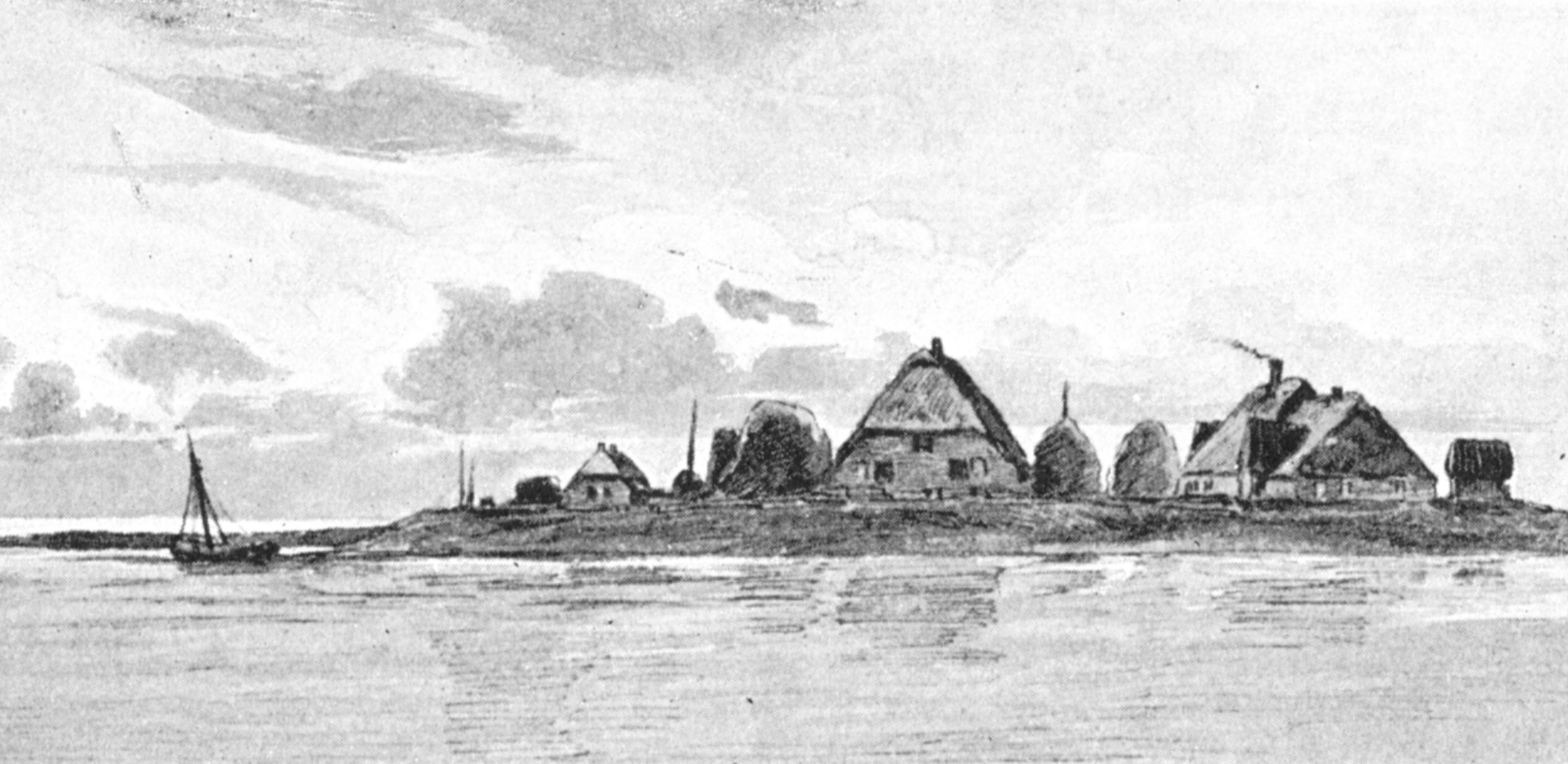
Gröde omkring år 1895.
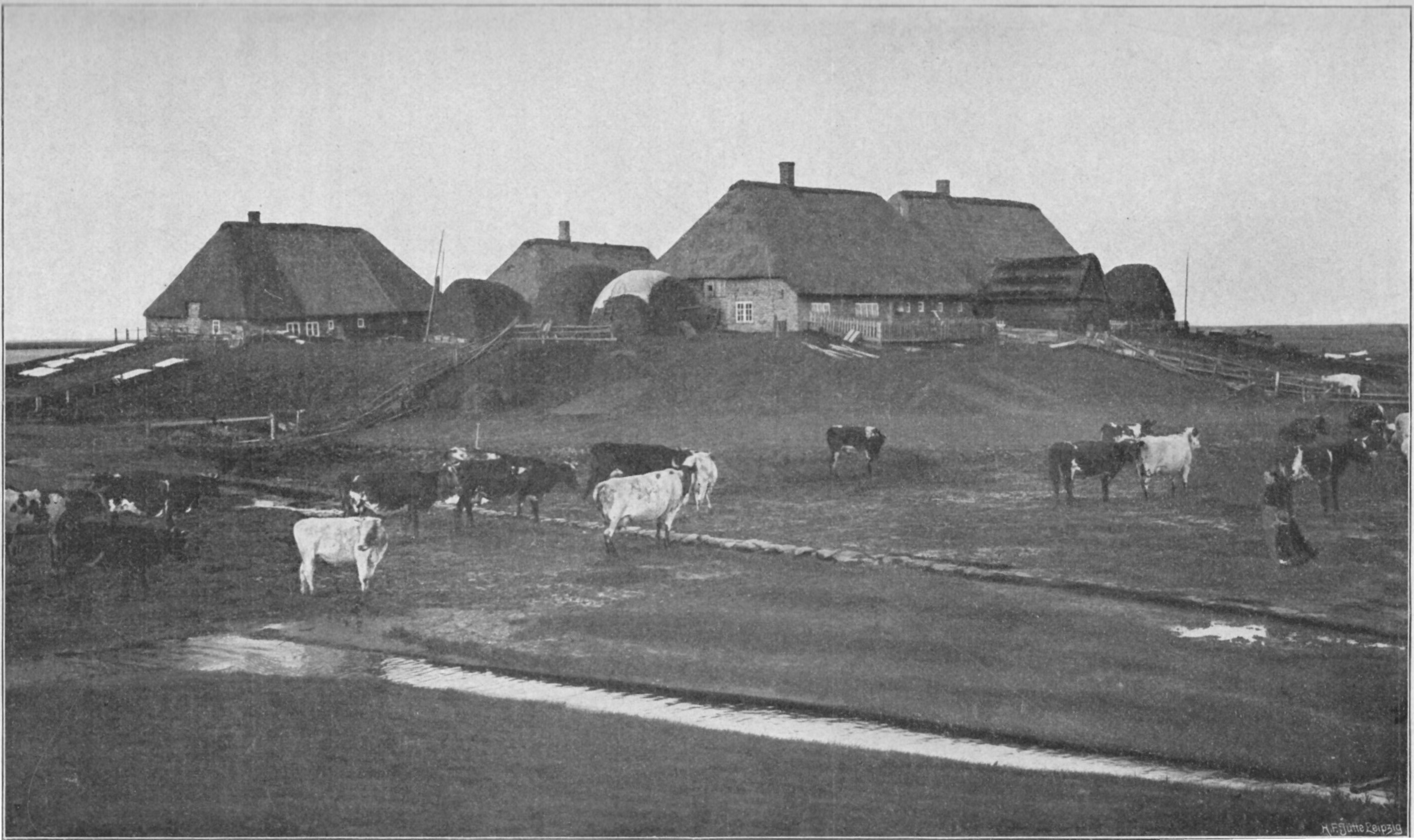
Gröde omkring år 1890.